# Khaled Khalaf
Khaled Khalaf (en árabe: خالد أحمد خلف‎; Kuwait, Kuwait; 15 de agosto de 1983) es un exfutbolista kuwaití que jugaba en las posiciones de delantero centro y extremo.

## Carrera

### Club
Jugó toda su carrera con el Al-Arabi de 2003 a 2016, con quien anotó 66 goles, ganó un título de liga y ocho de copa.

### Selección nacional
Jugó para Kuwait en 30 ocasiones de 2005 a 2011 y anotó cinco goles; ganó dos títulos internacionales y participó en la Copa Asiática 2011.

## Logros

### Club
- VIVA Premier League 2001–02
- Kuwait Emir Cup 2004–05, 2005–06, 2007–08
- Kuwait Crown Prince Cup 2006–07, 2011–12, 2014–15
- Kuwait Super Cup 2008, 2012
- Kuwait Federation Cup 2013-14

### Selección nacional
- Gulf Cup of Nations 2010
- West Asian Football Federation Championship 2010

### Individual
- Goleador de la Kuwait Super Cup en 2008

## Estadísticas

### Goles con selección nacional
| # | Fecha      | Sede      | Rival        | Resultado | Torneo                             |
| - | ---------- | --------- | ------------ | --------- | ---------------------------------- |
| 1 | 20-12-2008 | Kuwait    | Egipto       | 2-1       | Amistoso                           |
| 2 | 10-1-2009  | Omán      | Irak         | 1-1       | Copa de Naciones del Golfo de 2009 |
| 3 | 20-1-2009  | Kuwait    | Turkmenistán | 2-0       | Amistoso                           |
| 4 | 3-9-2010   | Kuwait    | Siria        | 3-0       | Amistoso                           |
| 5 | 14-11-2010 | Abu Dhabi | India        | 9-1       | Amistoso                           |